# Cephalaeschna orbifrons
Cephalaeschna orbifrons – gatunek ważki z rodziny żagnicowatych (Aeshnidae).